# 奥田誠治 (映画プロデューサー)
奥田 誠治（おくだ せいじ、1956年 - ）は、日本の映画プロデューサー。

## 人物
公益財団法人徳間記念アニメーション文化財団評議員。一般社団法人日本映画テレビプロデューサー協会会長。日本テレビ放送網株式会社編成局映画センター長兼映画編成部長兼映画事業部長、同事業局長代理、同日テレラボ室ゼネラルプロデューサーなどを経て、2019年現在は松竹株式会社映像本部映像企画部エグゼクティブプロデューサー。

## 経歴
福島県会津に生まれ、東京都文京区音羽に育つ。お茶の水女子大学附属幼稚園からお茶の水女子大学附属小学校を経て、1972年、お茶の水女子大学附属中学校卒業（中学での同級生に谷山浩子がいた）。1972年、東京都立北園高等学校へ入学。明治大学政治経済学部卒業後、1980年に日本テレビ入社。同社編成部を経て1984年から同社映画事業部に配属され、『金曜ロードショー』のプロデューサーとして放映権の買い付けを担当していたが、1984年、『風の谷のナウシカ』のテレビ放送をきっかけに宮崎駿たちと知り合う。以後、同番組において全てのスタジオジブリ作品をプロデュース。それまでは特にアニメファンではなかったが、宮崎たちの人柄に惹かれて『もののけ姫』『千と千尋の神隠し』『猫の恩返し』『ハウルの動く城』などの製作に参加。家族ともどもジブリ作品の登場人物等のモデルにされている。Production I.Gの押井守作品も支援。実写作品では『ALWAYS 三丁目の夕日』、『デスノート』などでエグゼクティブプロデューサーを務めている。
2001年から2016年5月末まで映画事業部長、コンテンツ事業局長代理兼EPなど歴任し、2016年6月1日現職。第10回AMDアワード総務大臣賞、第25回藤本賞特別賞などを受賞。
2017年1月1日付で松竹へ出向。

## プロデュース作品
- 魔女の宅急便（1989年）
- 櫻の園（1990年）
- 家なき子（1994年）
- ガメラ2 レギオン襲来（1996年）
- 香港大夜総会（1997年）
- 金田一少年の事件簿 上海魚人伝説（1997年）
- ガメラ3 邪神〈イリス〉覚醒（1999年）
- 千と千尋の神隠し（2001年）
- ハウルの動く城（2004年）
- 逆境ナイン（2005年）
- サトラレ（2000年）
- 回路（2001年）
- キューティーハニー（2004年）
- Tokyo Tower（2005年）
- まだまだあぶない刑事（2005年）
- MAKOTO（2005年）
- ALWAYS 三丁目の夕日（2005年）
- かもめ食堂（2005年）
- デスノート（2006年）
- 花田少年史 幽霊と秘密のトンネル（2006年）
- 劇場版 どうぶつの森（製作委員会参加、2006年）
- それいけ!アンパンマン（企画、2008年）
- Sweet Rain 死神の精度（2008年）
- スカイ・クロラ The Sky Crawlers（2008年）
- 20世紀少年（2008年）
- YATTERMAN -ヤッターマン-（2009年）
- サマーウォーズ（製作総指揮、2009年）
- カイジ 人生逆転ゲーム（2009年）
- 僕の初恋をキミに捧ぐ（2009年）
- ゴースト もういちど抱きしめたい（2010年）
- 太平洋の奇跡 -フォックスと呼ばれた男-（2011年）
- 綱引いちゃった!（2012年）
- 劇場版 HUNTER×HUNTER 緋色の幻影（2013年）
- 藁の楯（2013年）
- ガッチャマン（2013年）
- ルパン三世VS名探偵コナン THE MOVIE（2013年）
- 劇場版 HUNTER×HUNTER -The LAST MISSION-（2013年）
- トワイライト ささらさや（2014年）
- ジョーカー・ゲーム（2015年）
- イニシエーション・ラブ（2015年）
- 花とアリス殺人事件（2015年）
- ストレイヤーズ・クロニクル（2015年）
- 俺物語!!（2015年）
- ちはやふる 上の句（2016年）
- ちはやふる 下の句（2016年）
- デスノート Light up the NEW world（2016年）
- ルドルフとイッパイアッテナ（2016年）